# توبیاس موریکو
توبیاس موریکو (انگلیسی: Tobías Moriceau؛ زادهٔ ۹ آوریل ۱۹۹۷) بازیکن فوتبال اهل آرژانتین است.